# Dunlop do Brasil
A Dunlop do Brasil produz roupas específicas para esportes. Os produtos da marca são comercializados e distribuídos pela Premium S.A.

## História
Fundada em 1888 na Inglaterra, a marca está presente em cerca de 50 países com produtos para a prática do tênis, squash, golfe e badmington. A marca possui notoriedade no comércio de bolas de tênis, sendo a fornecedora exclusiva de campeonatos como Roland Garros e Wimbledon.
Foi a pioneira em produção de raquetes sendo a primeira a introduzir a peça em madeira, em 1932. Em 2004 foi lançada a tecnologia aerogel. Em 2009 incorporou quatro tipos de trançado nas raquetes de tênis, lançando a aerogel 4D. Essa tecnologia uniu a matéria-prima já utilizada com o aerogel, aumentando a estabilidade e o controle das jogadas. Foi a primeira empresa estabelecida no Reino Unido a produzir bolas de tênis.